# Дионисиат
Дионисиа́т (греч. Μονή Διονυσίου; также Неа Пе́тра — букв. «Новая скала») — один из афонских монастырей, занимающий в святогорской иерархии 5-е место. Находится на юго-западной стороне Афонского полуострова; основан в 1375 году святым преподобным Дионисием из селения Корисос (около Кастории), и назван его именем. Монастырь освящён в честь Рождества Иоанна Крестителя.
Сегодня в монастыре живут 50 монахов.

## История
Патриарх Антоний IV официально даровал монастырю именование Патриаршего в 1389 году, и таким образом он начал самостоятельную жизнь на Афоне. Собор монастыря, освященный в честь Рождества Иоанна Предтечи, был возведен одновременно с обителью. После захвата турками Салоник в 1430 году Афонский полуостров стал частью Порты. В 1535 году после опустошительного пожара правители Молдо-Влахии помогали восстановить обитель. Новый храм был возведен после 1540 года. Его фрески, относящиеся к Критской школе, датируются 1546 годом.

## Управление

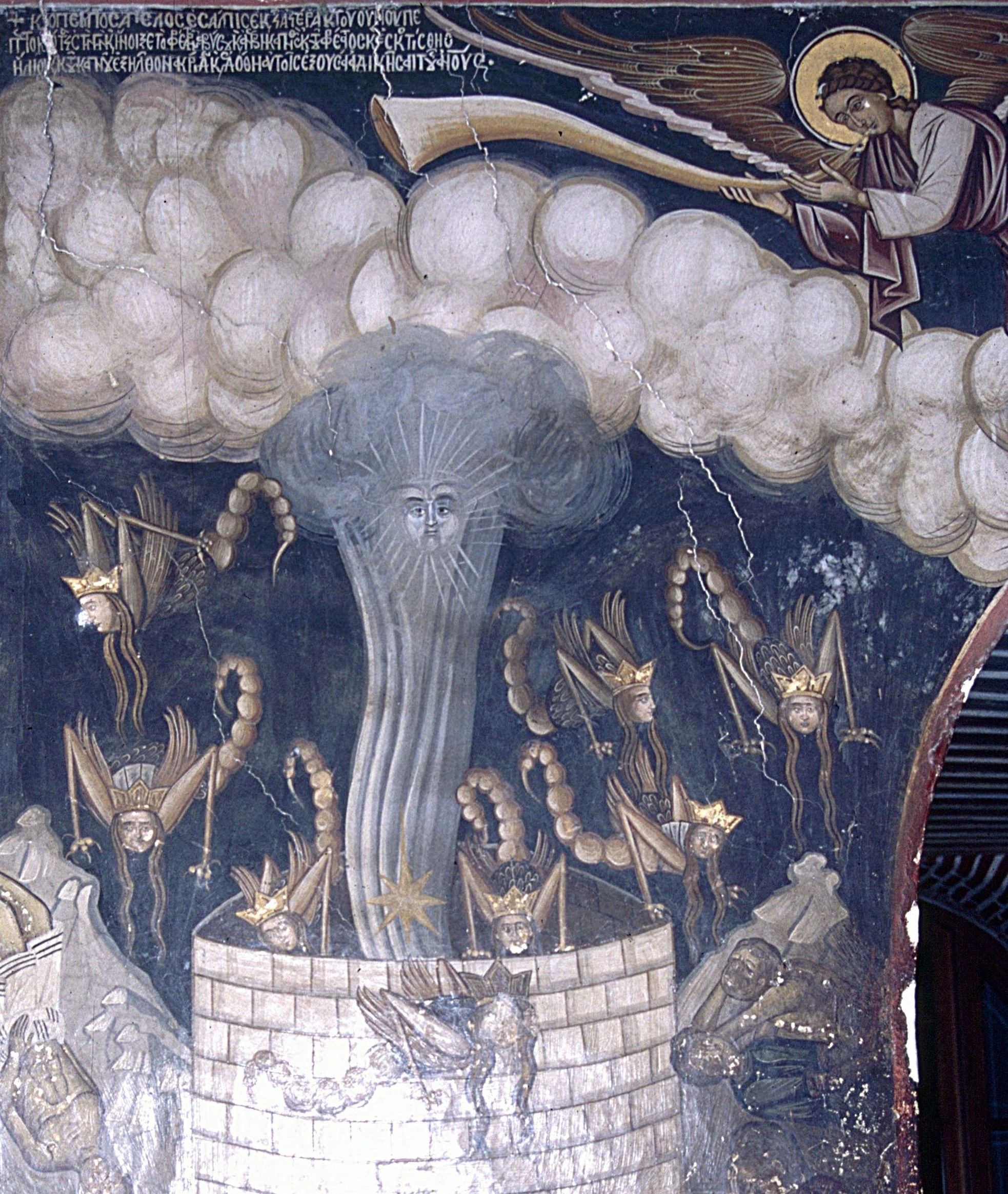
Фрески из трапезной монастыря Дионисат (сюжет с апокалиптической саранчой из кладезя бездны)

Монастырь управляется избираемым пожизненно на общем собрании братии игуменом и герондией (духовным собором или советом старцев) из 8 членов. Ими также избирается на год орган исполнительной власти — эпитропия из 2 членов, которая вместе с игуменом осуществляет решения герондии как власти законодательной. Распределение властных полномочий между герондией и эпитропией касается экономических и административных вопросов, а духовная власть принадлежит игумену.

## Строения
Монастырь похож на военную крепость. Имеется приемная-архондарик, храм-кафоликон, трапезная, кельи. Также имеется костница для хранения черепов почивших иноков.
Библиотека монастыря находится в высокой башне и содержит 126 рукописных пергаментных кодексов, 11 рукописных кодексов, написанных на шелке, 661 рукописный кодекс на бумаге, 45 оригиналов и старых изданий, 30 пергаментных свитков и 5.000 печатных изданий. Самая старая рукопись датируется IX веком (Афонский кодекс Дионисиев).

## Изображения
Монастырь содержит изображения в виде икон и фресок. Последние знамениты своими апокалиптическими сюжетами.

## Игумены
- Досифей (? — 1936)[4]
- Габриэль (1936 — 1975)[4][5]
- Харлампий (1979 — ?)[6]
- Петр (? — настоящее время)

## Галерея

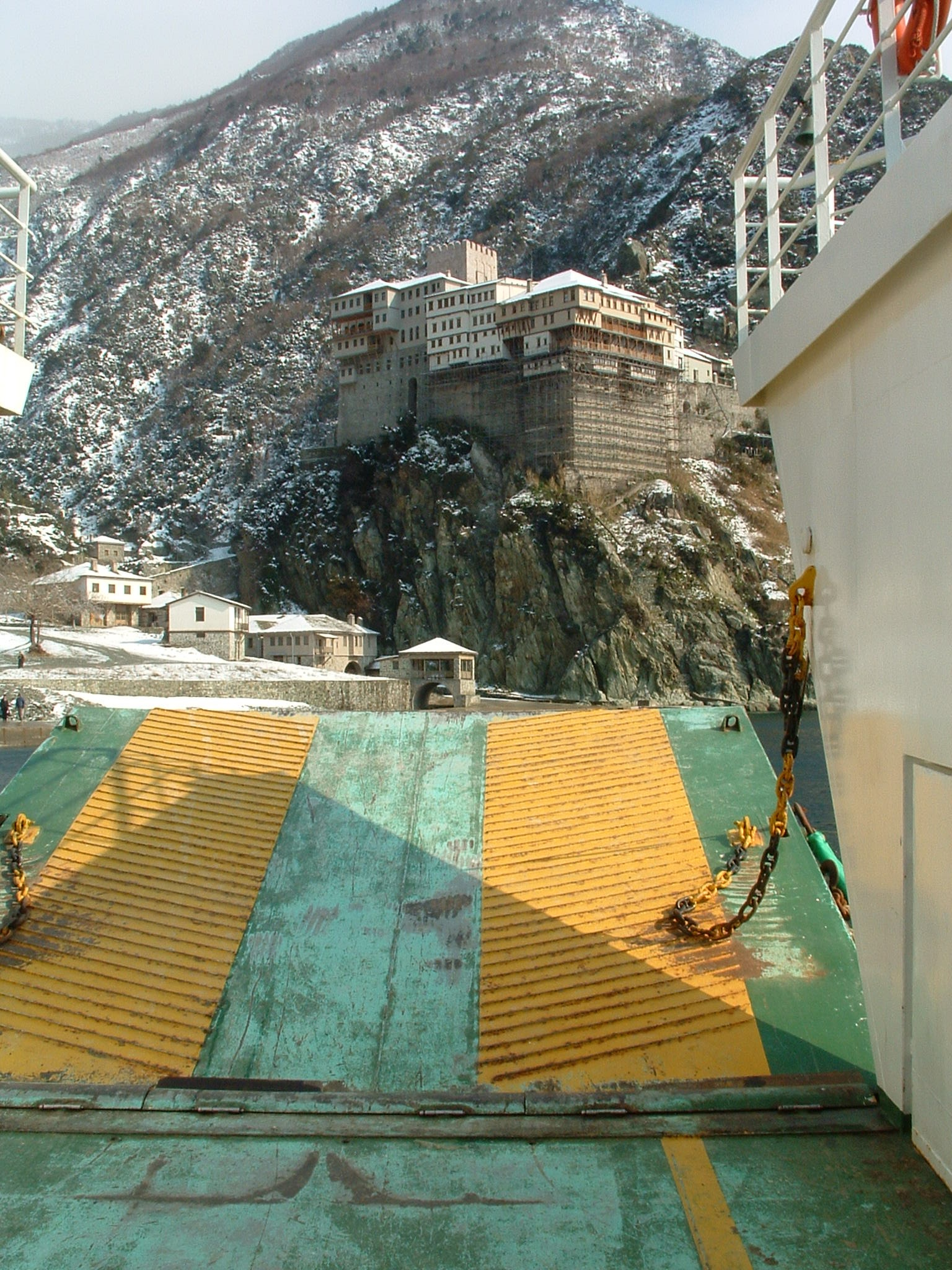
Дионисиат, вид со стороны моря
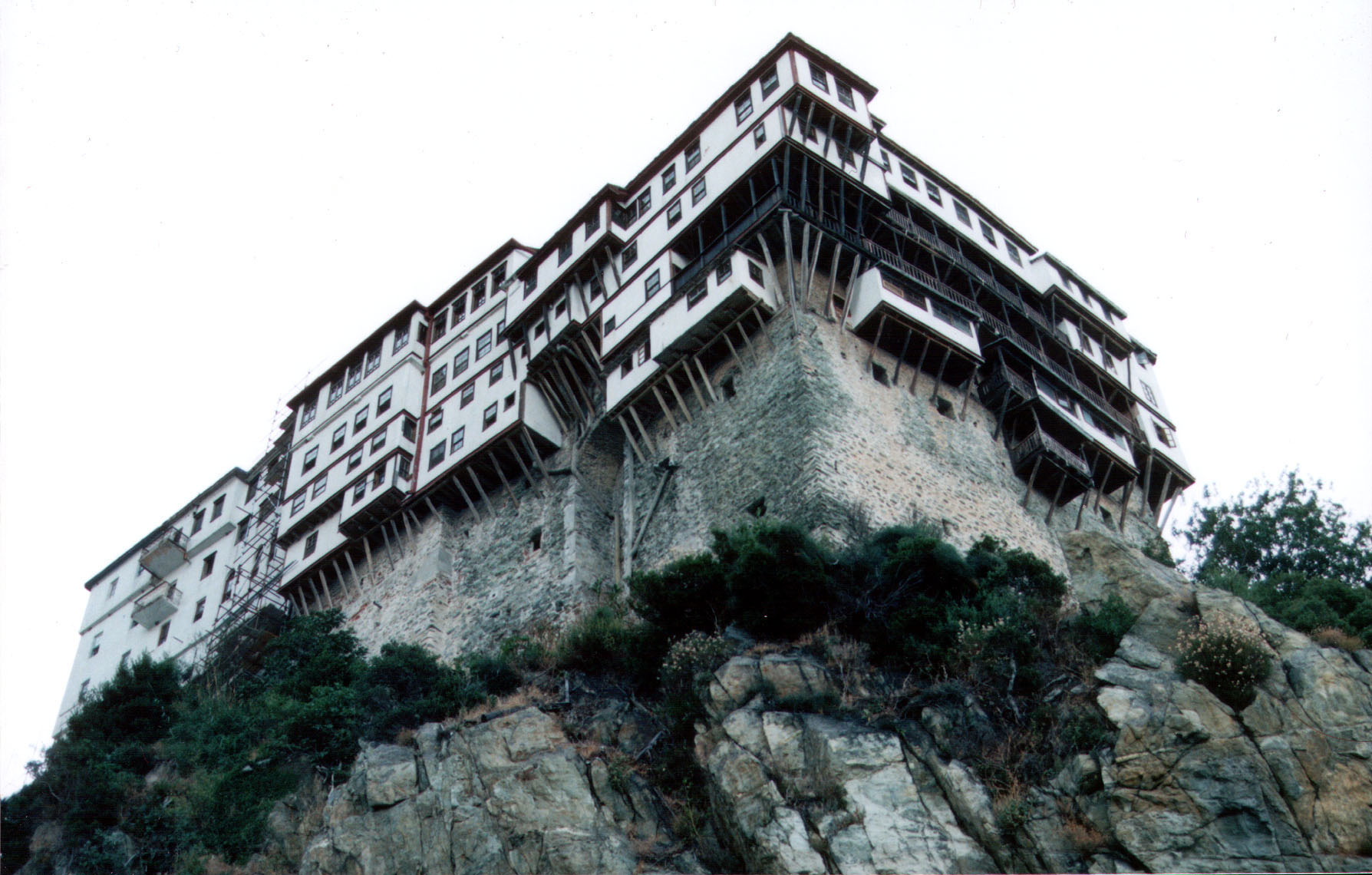
Дионисиат
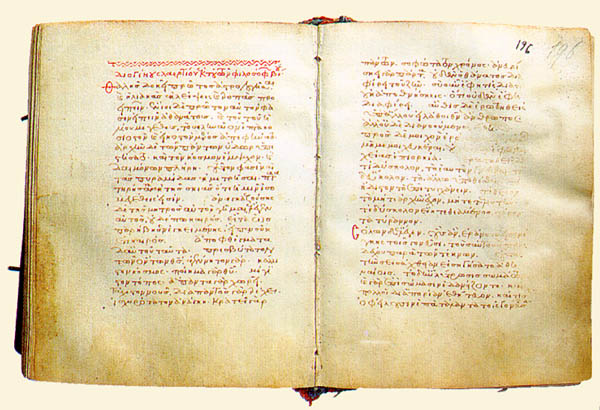
Дионисиат, манускрипт XIII-го века